# Lordomyrma crawleyi
Lordomyrma crawleyi är en myrart som beskrevs av Menozzi 1923. Lordomyrma crawleyi ingår i släktet Lordomyrma och familjen myror. Inga underarter finns listade i Catalogue of Life.

## Bildgalleri

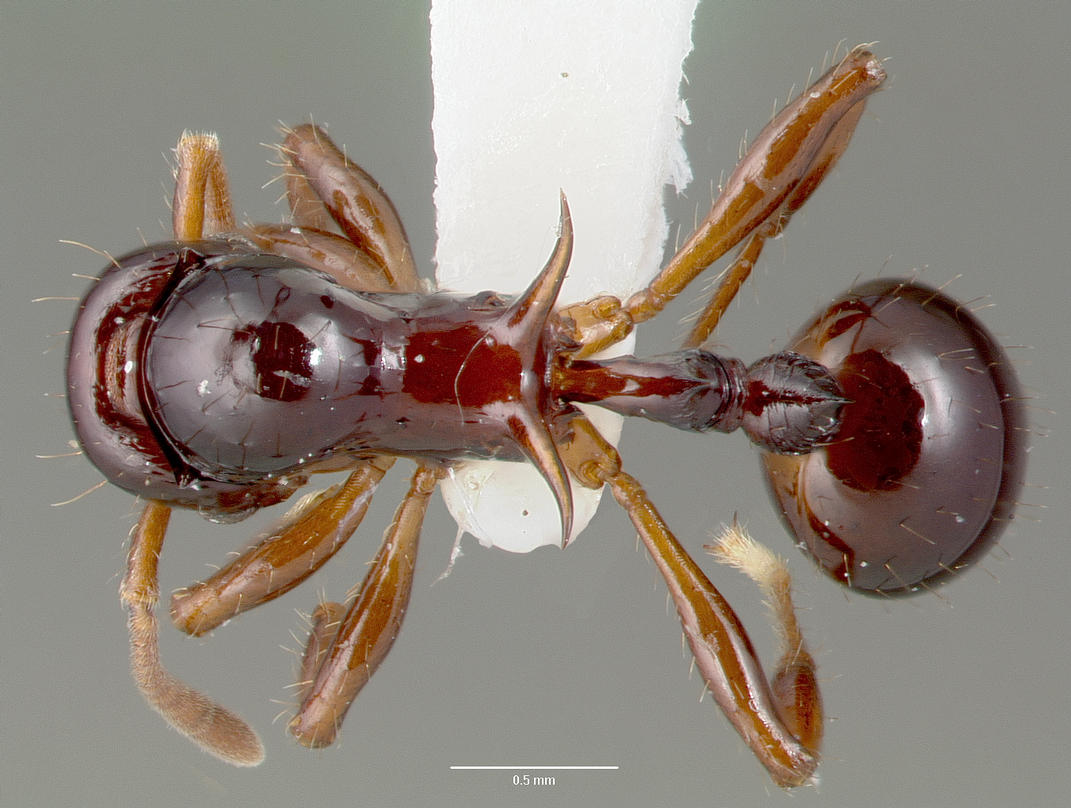
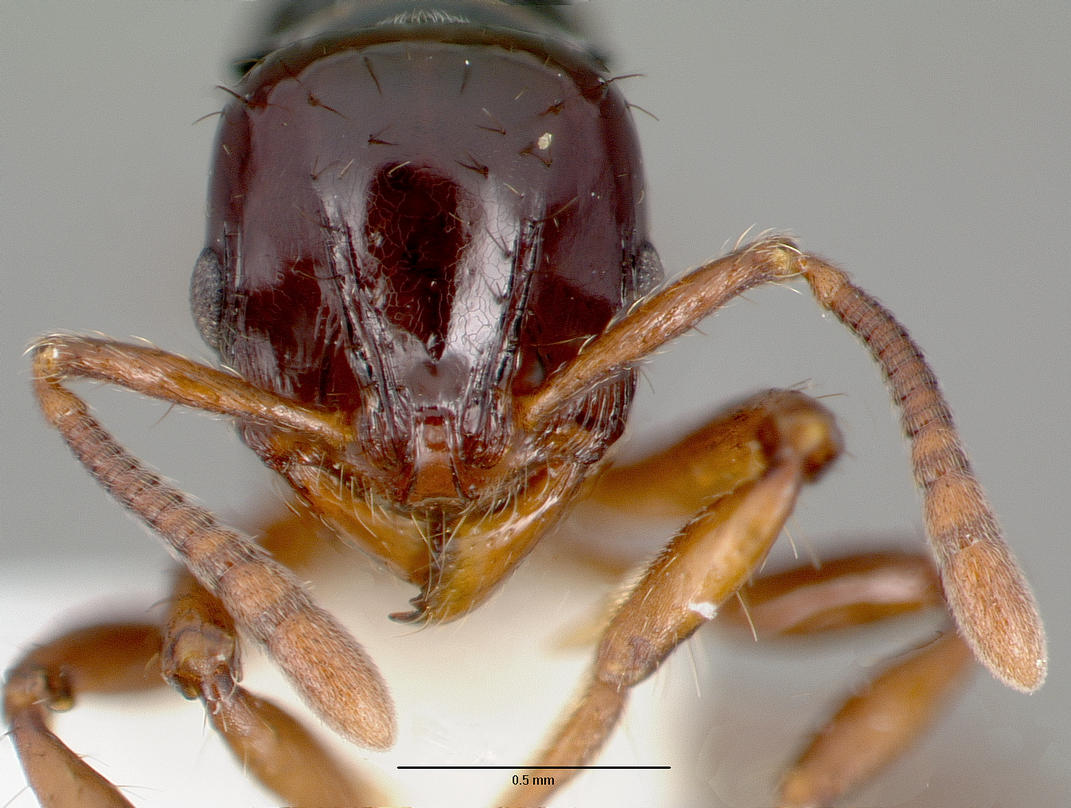
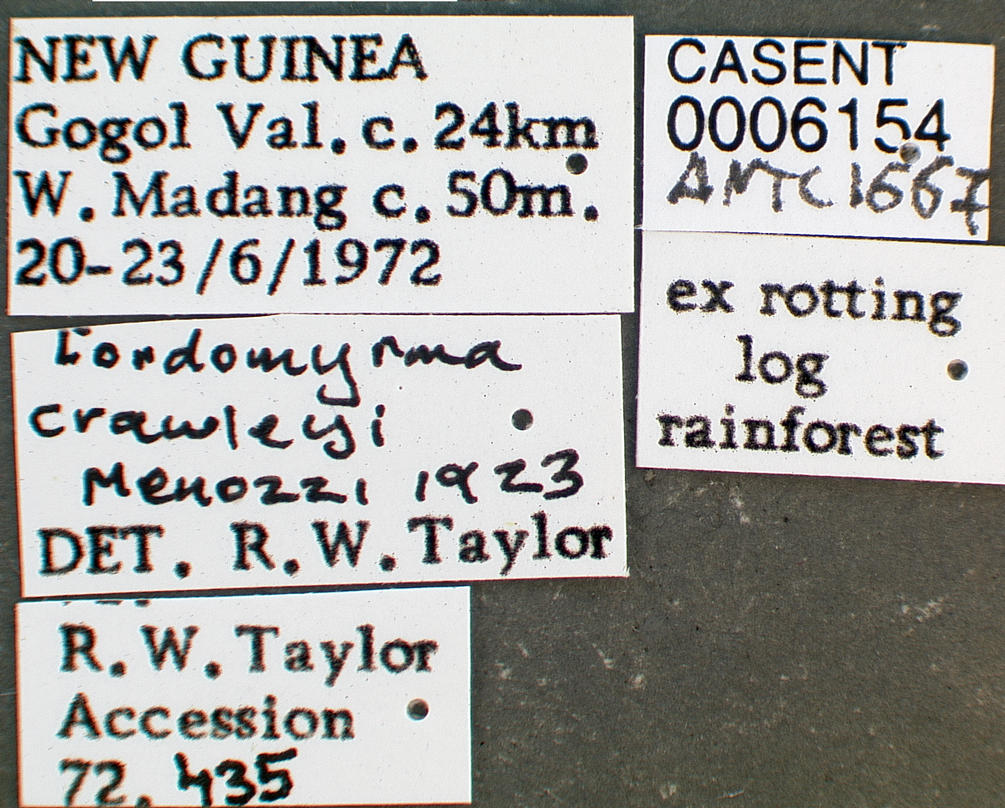
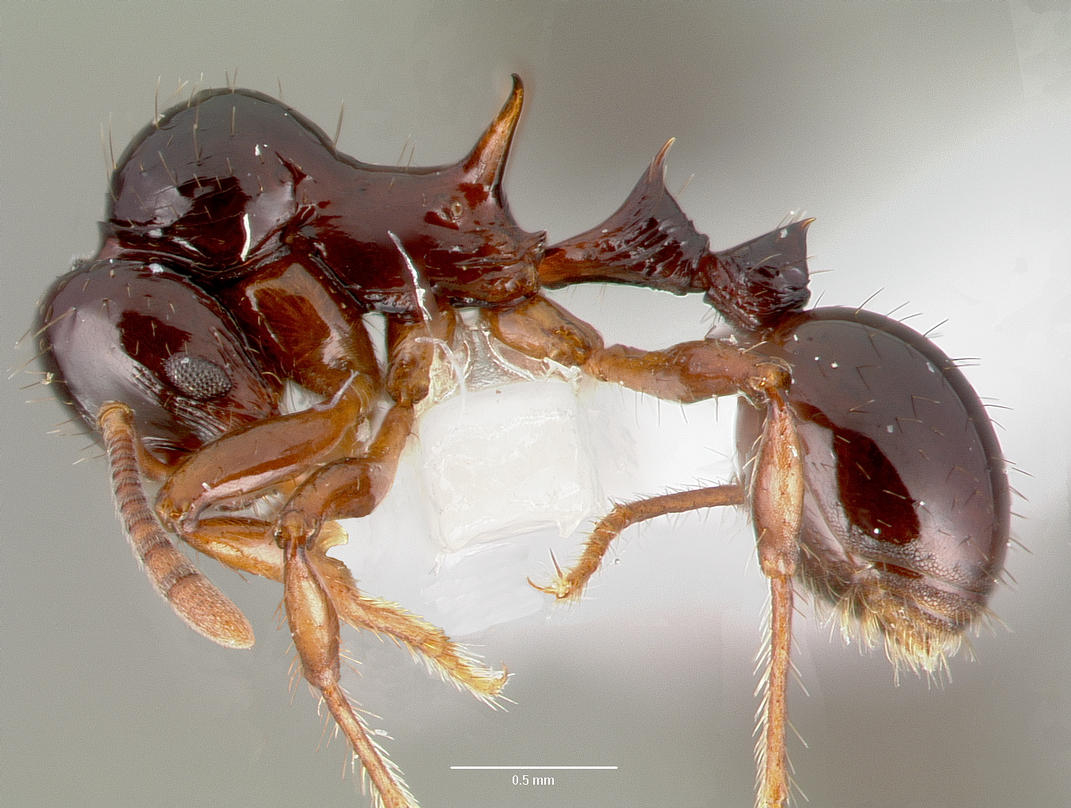